# Col ferro e col fuoco
Col ferro e col fuoco è un film del 1962 diretto da Fernando Cerchio.
Il soggetto è tratto dall'omonimo romanzo dell'autore polacco Henryk Sienkiewicz.

## Trama
XVII secolo: durante la rivolta degli ucraini contro i dominatori polacchi il principe colonnello Jan Skrzetuski s'innamora della principessa Elena, nobile polacca che vive con la famiglia della zia.
Bohun, il comandante locale, fedele alla corona polacca sebbene di origine ucraina, vorrebbe sposare la ragazza e la famiglia, pur di ricevere in dono oro, gioielli e protezione lo asseconda.
Quando Bohun scopre che tra Jan ed Elena è nato l'amore e che la famiglia non avrebbe mai accettato il matrimonio con un militare di origine contadine e straniere, si vendica uccidendo la principessa e i suoi figli per poi passare dalla parte dei ribelli ed aiutarli nella conquista della libertà.
Nel frattempo Jan libera Elena e oppone una fiera resistenza ai ribelli ucraini aiutati dal Khan di Crimea.

## Produzione
È una co-produzione italo-francese le cui riprese si sono svolte in gran parte in Jugoslavia.